# المسيحية في أيرلندا

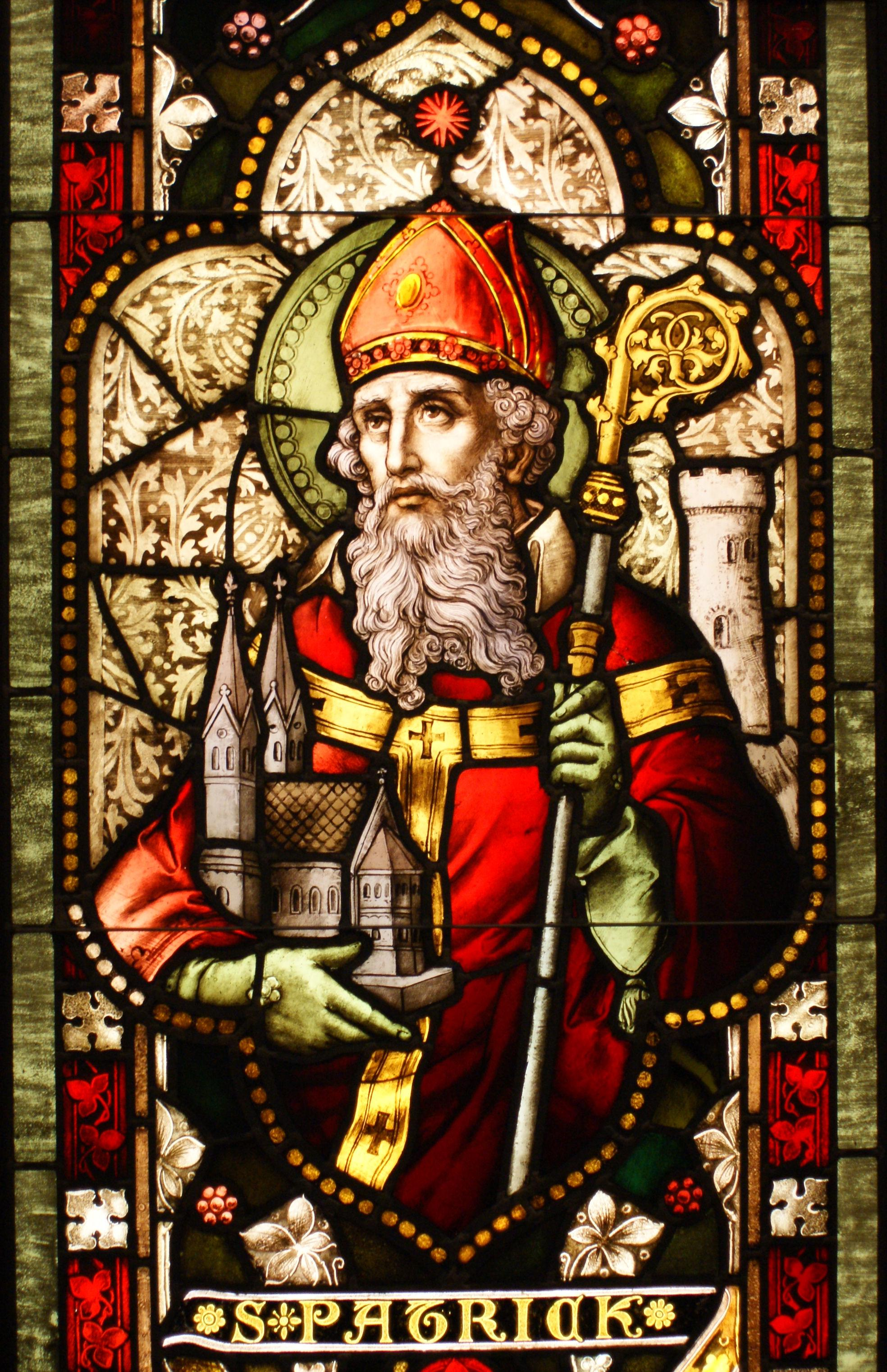
القديس باتريك، أدخل المسيحية إلى جزيرة أيرلندا ومنذ ذلك الحين هو راعي أيرلندا.

تُشكل المسيحية في أيرلندا أكثر الديانات انتشاراً بين السكان، وتتواجد معظم الطوائف المسيحية في كافة انحاء أيرلندا التي تضم كلًا من جمهورية أيرلندا وأيرلندا الشمالية. وفقًا لتعداد عام 2016 ينتمي حوالي 85.1% من مجمل السكان في جمهورية أيرلندا إلى الديانة المسيحية، وتأتي الكنيسة الرومانية الكاثوليكية في مقدمة الطوائف المسيحية بنسبة 78.8%. في حين تشكل مختلف فروع البروتستانتية مجتمعة الأغلبيَّة السكانيَّة في أيرلندا الشمالية. على الرغم من ذلك فالمذهب الأكبر في أيرلندا الشمالية، هو المذهب الكاثوليكي الذي يُمثِّل نحو 44% من السكان. تحظى الكاثوليكية في جمهورية أيرلندا بوضع مميز دستوريًا. أيرلندا هي واحدة من أكثر دول العالم الغربي تدينًا إذ تحظى بمعدل مرتفع مقارنًة بدول الاتحاد الأوروبي من حيث حضور القداس والتدين، كما أنَّ البلاد تضم إحدى أكبر التجمعات للشبّان المسيحيين المتدينين في الإتحاد الأوروبي.
يعود تواجد المسيحيَّة الأول في أيرلندا إلى القرن الخامس، حيث دخلت العقيدة المسيحية إلى بريطانيا الرومانية على يد القديس القديس باتريك وتشكلت لاحقًا ما يعرف اليوم باسم المسيحية العشائريَّة أو الكنيسة الكلتيَّة. ودخل إلى العقيدة المسيحية تدريجيًا الغالبية الساحقة من السكان. ويعود تأسيس هيكلة الكنيسة الكاثوليكية في أيرلندا إلى بلاديوس الأسقف الأول والذي أرسله البابا سلستين الأول. ومع ذلك خلال القرن الثاني عشر تم فرض تنظيم أكثر صرامة في الكنيسة الغربية من خلال سينودس راث بريسايل في عام 1111، والذي دخل حيز التنفيذ مع سلسة الإصلاح الغريغوري والتي تزامنت مع فتح النورمان لجزيرة أيرلندا.
عندما أنضوت أيرلندا تحت التاج الإنجليزي، حاولت الملكيَّة الإنجليزية تصدير الإصلاح البروتستانتي إلى أيرلندا، وهو ما نتج عنه توحد الهويَّة الوطنيَّة الأيرلنديَّة حول المفهوم الكاثوليكي الأيرلندي في القرن السادس عشر. على مدى عدة قرون تم قمع الأغلبيَّة الكاثوليكيَّة الأيرلنديَّة تحت حكم الإمبراطورية البريطانية، ولكن في نهاية المطاف حصل تقارب بين الكنيسة الكاثوليكية والإمبراطورية البريطانية، وتم تمويل كلية ماينوث الكاثوليكيَّة والإتفاق على التحرر الكاثوليكي لدرء نضال الجمهوريين الثوريين. بعد الثورة الإيرلندية في أوائل القرن العشرين وإنشاء جمهورية أيرلندا، اكتسبت الكنيسة نفوذًا اجتماعيًا وسياسيًا كبيرًا، ولكن في العقود الأخيرة حصل تراجع لهذا النفوذ بسبب الحداثة الليبرالية.
شفعاء أيرلندا هم القديس باتريك، القديس كولومبا والقديسة بريدجيت. القديس باتريك هو الوحيد من الثلاثة الذي يعرف عادة باسم شفيع، ويتم الاحتفال بيوم القديس باتريك في أيرلندا والخارج يوم 17 مارس. يُحتفل بيوم القديس باتريك كذكرى وصول المسيحية إلى أيرلندا وللإحتفاء بتراث وثقافة الشعب الأيرلندي عمومًا، كما ويُعتبر يوم القديس باتريك عطلة رسمية في جمهورية أيرلندا، وأيرلندا الشمالية.

## تاريخ

### العصور المبكرة

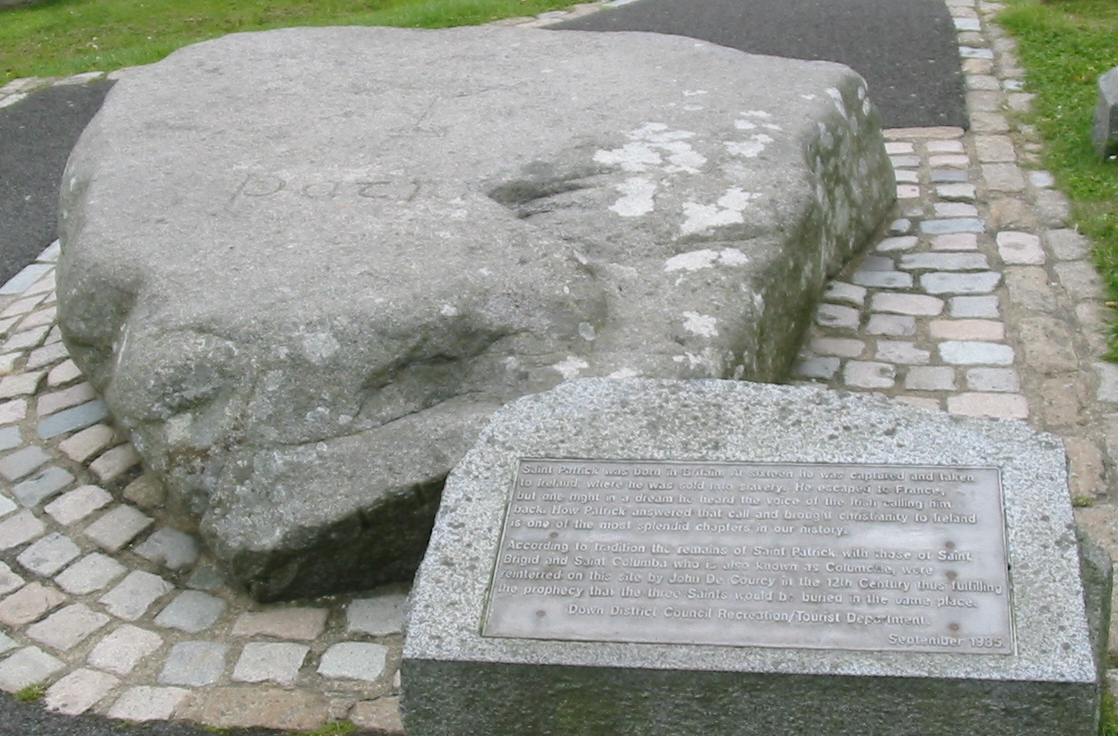
موقع قبر القديس باتريك في دونباتريك.

لم تصل حدود توسع الإمبراطورية الرومانية إلى جزيرة أيرلندا. لذلك لم تتأثر الجزيرة عندما أعلن عن مرسوم ميلانو في عام 313 للميلاد والذي أعلن فيه حياد الإمبراطورية الرومانية بشؤون العبادة مما أزال العقبات أمام الممارسات الدينية للمسيحية والديانات الأخرى. المراحل الأولى لدخول المسيحية إلى أيرلندا قبل القرن الخامس هي غامضة إلى حد ما، ومع ذلك ظهرت بعض الشخصيات المسيحية الغالية بما في ذلك إيلب، وأبان، وسياران وديكلان؛ وتعود أصولهم تحديدًا إلى مونستر ولينستر. تذكر القصص المبكرة لهؤلاء الشخصيات المسيحيَّة رحلاتهم إلى بريطانيا الرومانية، وبلاد الغال الرومانية وحتى روما نفسها. وتشير التقاليد إلى وصول بلاديوس الأسقف الأول إلى الجزيرة والذي أرسله البابا سلستين الأول في عام 431.
وعلى الرغم من وجود بعض الآثارات المسيحية في أيرلندا قبل القرن الخامس، الأ أن تنصير الجزيرة يرتبط مع القديس باتريك؛ والذي كان نبيل روماني بريطاني. ولد باتريك في بريطانيا الرومانية وتم أسره وإستعباده في جزيرة أيرلندا حيث بقي فيها ستة سنوات تقريبًا قبل أن يفر، ودخل إحدى الكنائس المسيحية وعاد لجزيرة أيرلندا مرة أخرى كمبشر للدين المسيحي في غرب وشمال أيرلندا بالخصوص وفي القرن الثامن الميلادي تم اعتباره القديس الراعي لإيرلندا. يُنسب إليه الفضل في نشر المسيحية في أيرلندا وتشير بعض المصادر انه عاش بين سنتي 385–461 بعد ميلاد المسيح. تقول التقاليد أن الفضل يرجع لباتريك في إخراج الأفاعي من أيرلندا، كما ينسب إليه تدريس مفهوم الثالوث المسيحي للإيرلنديين باستخدام نبتة النفل الخضراء (بالإنجليزية: shamrock)‏ ذات الوريقات الثلاثة والتي لا تزال الشعار القومي للشعب الإيرلندي.
وقد نشأ معظم الفن الجزيري من حركة الرهبنة الأيرلندية التابعة للمسيحية الكلتية، والأعمال الموجهة إلى النخبة العلمية، وتبدأ تلك الفترة من العام 600 ميلادية بالإضافة إلى الجمع مع الأنماط المتمثلة في الفن الكلتي والنمط الأنجلو سكسونية (النمط لإنجليزي)، ولا سيما الديكورات المتشابكة كما وجدت في ساتون هوو، في شرق أنجليا، وتطبيقها على تزيين أنواع جديدة من المواد معظمها منسوخة من دول البحر الأبيض المتوسط، وعلى رأسها الأسفار والأناجيل والمخطوطات المختلفة.

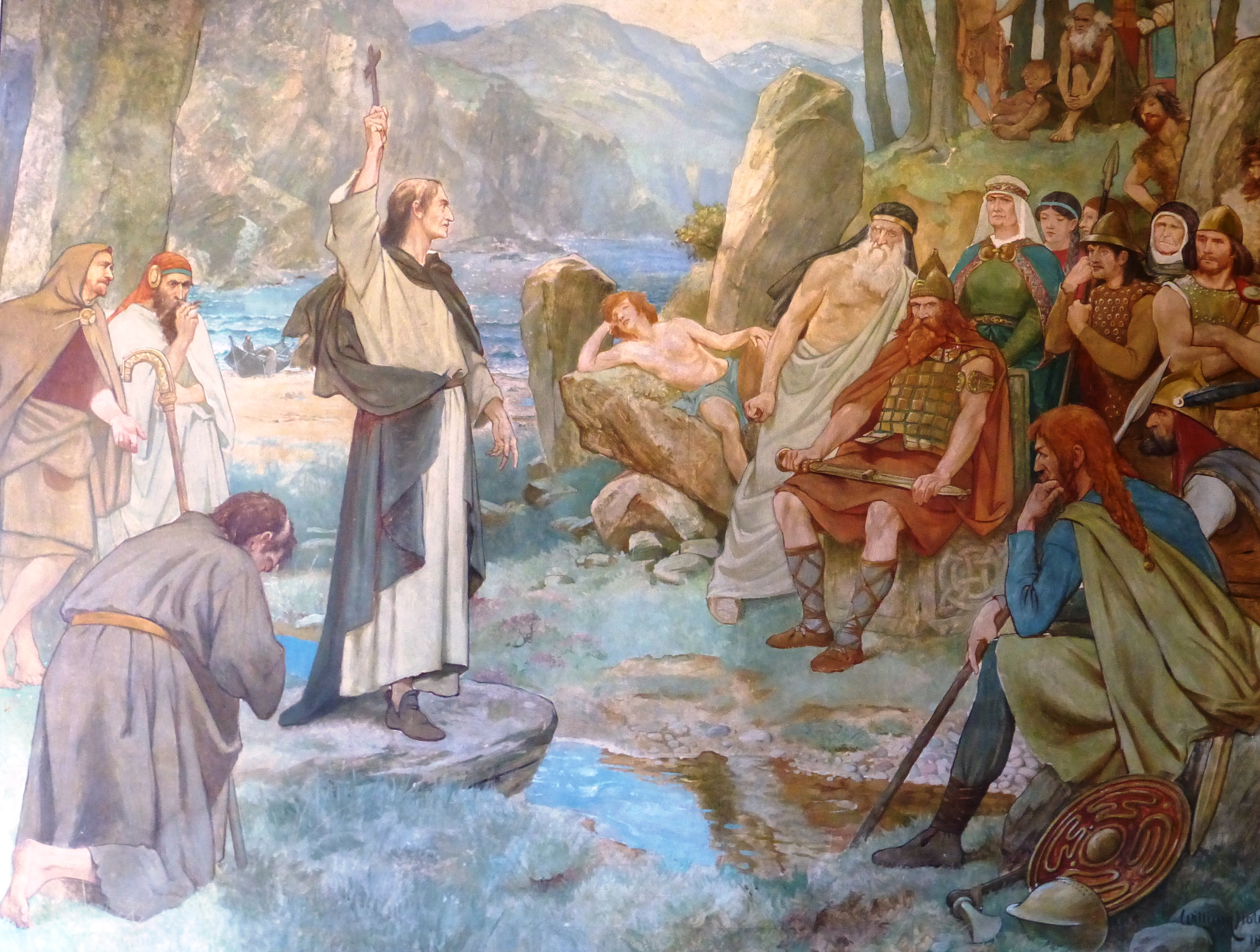
لوحة تصور تنَّصر شعب بيكتس على يد كولومبا.

في القرن الخامس بدأت حملات البعثة الهايبرنية الاسكتلندية وهي عنوان عام يطلق على سلسلة من البعثات والحملات التي بدأها مختلف رجال الدين والعلماء الأيرلنديون. لم تكن هناك بعثة كاملة منسقة، ولكن كان هناك عدة بعثات متفرقة بدأها الرهبان الغيليين من أيرلندا والساحل الغربي لما يسمى في العصر الحديث اسكتلندا، مما ساهم في انتشار المسيحية والأديرة التي أنشئت في بريطانيا وأوروبا القارية خلال العصور الوسطى. أقرب بعثة ايرلندية سجلت تعود إلى العام 563 مع تأسيس إيونا من قبل الراهب الايرلندي القديس كولومبا. وقد تم تعيين كولومبا من قبل بيدا لخدمة شعب الغال تحت حكم مملكة دالريادا وتحويل ممالك بيكتس الشمالية إلى الديانة المسيحية. على مر القرون اللاحقة تم إرسال المزيد من البعثات التي انتشرت من خلال مناطق انجلترا الأنجلوسكسونية وإمبراطورية الفرنجة. غالبًا ما ارتبطت البعثات في وقت مبكر مع ممارسا المسيحية المعروفة باسم المسيحية الكلتية، والتي تميزت عن المنظمات في جميع الأديرة بدلا من الأبرشيات، ولكن الرغبة في الحفاظ على العلاقة مع الكرسي الرسولي اضطرتهم لأخذ أشخاص تابعين للمسيحية الرومانية معهم في بعثاتهم.

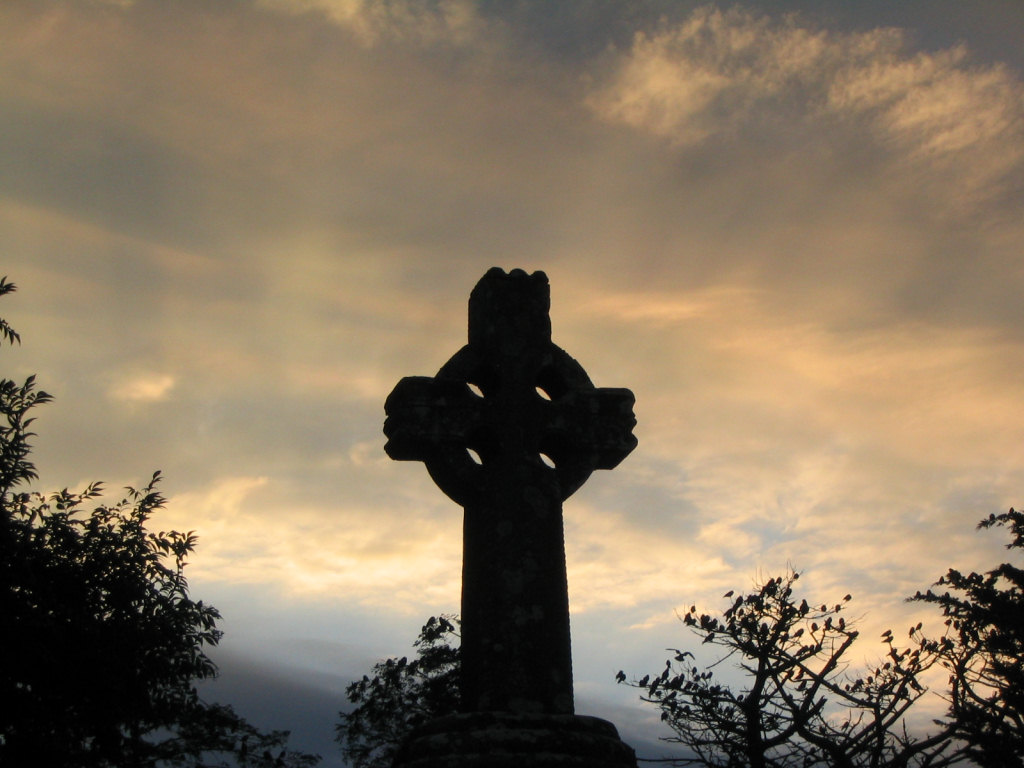
صليب من الآثار المعمارية المسيحية الكلتيَّة في نوك.

ويشير مصطلح المسيحية الكلتية أو المسيحية العشائريَّة إلى أشكال المسيحية التي كانت شائعة أو التي كانت مشتركة، بين العشائر الناطقة بالكلتية خلال العصور الوسطى المبكرة. وقد تم تصور المسيحية الكلتية مع مستويات مختلفة من الخصوصية؛ حيث وصف بعض الباحثين «الكنيسة الكلتية» ككنيسة متميزة توحدت تحتها شعوب الكلت وتمييز عن الكنيسة الكاثوليكية «الرومانية»، في حين صنفها الباحثين الآخرين ببساطة أنها مجموعة من الممارسات المميزة التي تشكلَّت في تلك المناطق. في حين يرفض العديد من الباحثين الفكرة السابقة، ولكنهم لاحظوا أن هناك تقاليد وممارسات معينة أستخدمت في كل من الكنائس الأيرلندية والبريطانية ولكن لم تكن منتشرة في العالم المسيحي الأوسع. والتي شملت نظامًا مميزًا لحساب عيد الفصح المسيحي، وأسلوب حياة الرهبان الرهباني، ونظام فريد من نوعه من التكفير عن الذنب. بالإضافة إلى ذلك كانت هناك ممارسات أخرى تطورت في أجزاء معينة من بريطانيا أو أيرلندا، ولكن ليس من المعروف أنها انتشرت خارج حدود هذه المنطقة المعينة. وبالتالي فإن المصطلح يدل على الممارسات الإقليمية بين الكنائس العازلة وشركائها، بدلاً من الاختلافات اللاهوتية الفعلية.
في الآونة الأخيرة تم اهمال مصطلح «المسيحية الكلتيَّة» من قبل العديد من المؤرخين لأنه ينطوي على كيان موحد ومنفصل تمامًا عن التيار الرئيسي للمسيحية الغربية. ويفضل حاليًا المؤرخرين مصطلح «المسيحية العشائرية» لهذه الممارسات المسيحية بين العشائر الكلتيَّة والتي نشأت حول البحر الأيرلندي.

### العصور الوسطى

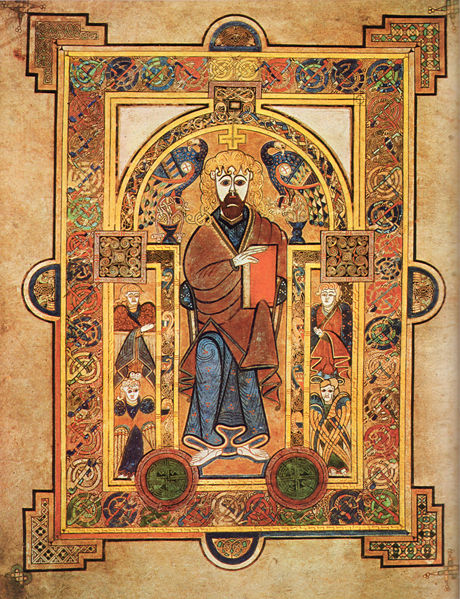
زخرفة من كتاب كيلز؛ والذي يُعتبر أفضل كنز وطني في أيرلندا.

تم تطوير اصلاح النظام الروماني الأبرشي ببطء بعد سينودس راثبريسايل في 1111. في عام 1155 أصدر البابا أدريان الرابع، البابا الإنجليزي المولد، ثورة بابوية عرفت باسم لودابيليتر. وقد أعطى البابا هذا إذن لهنري الثاني ملك إنجلترا لغزو أيرلندا كوسيلة لتعزيز السيطرة البابوية على الكنيسة الأيرلنديَّة. وبدأ الغزو النورماندي لأيرلندا في عام 1169، تحت سلطة هذا المرسوم البابويَّ. وقد صادق البابا ألكسندر الثالث على مرسوم لودابيليتر الصادر عن خليفته البابا أدريان الرابع. وبعد الغزو النورماندي تم تعيين عدد أكبر من المحافظين المولودين في الخارج لرئاسة الكنيسة الأيرلنديَّة.
أصبحت المدارس الرهبانية في أيرلندا مراكز نخبويَّة للشعوب المسيحية من جميع أنحاء أوروبا، كما يمكن أن يظهر ذلك من خلال تتبع الإنجليز الذين قدموا للدراسة والتدريب كمبشرين فيها. وتم تدريب هؤلاء الرهبان الإنجليز في أيرلندا لتحويل أقاربهم الألمان الوثنيين للمسيحيَّة. لعبت الكنيسة الكاثوليكية دور في الحفاظ على الفكر والحضارة في أيرلندا في عدد من المستوطنات الرهبانية مثل سيكينغ في أيرلندا، حيث كان الرهبان يعرفون القراءة والكتابة وحافظوا على المخطوطات والأعمال الشعرية والعلمية والفلسفية التي تعوج إلى العصور القديمة الغربية، وبالتالي حافظوا على تراث أوروبا الغربية. توماس كاهيل، في كتابه كيف حافظ الأيرلنديون على الحضارة، يجادل ان أحد أسباب انقاذ الحضارة الغربية يعود بسبب حفاظ رهبان أيرلندا على الحضارة.
ومن أبرز المآثر الثقافية للرهبان الإيرلنديين القرطوسيين كان كتاب كيلز هو مخطوطة مذهبة من الإنجيل مكتوبة باللغة اللاتينية، وتحتوي على الأناجيل الأربعة من العهد الجديد جنبا إلى جنب مع مختلف النصوص التمهيدية والجداول. تم إنشاء هذا الكتاب في دير كولومبا في أيرلندا أو ربما كان عبارة عن مساهمات تم تجميعها من مختلف أديرة كولومبا من كل من بريطانيا وأيرلندا. ويعتقد أنه قد تم إنشاءه في العام 800 للميلاد. النصوص في هذا الإنجيل مأخوذة إلى حد كبير من النسخة اللاتينية للإنجيل والمسماة فولغاتا، على الرغم من أنه يتضمن أيضا العديد من المقاطع المستمدة من الإصدارات السابقة من الكتاب المقدس المعروفة باسم فيتس لاتينا. وهو تحفة في الخط الغربي ويعتبر أيضًا أفضل كنز وطني في أيرلندا.

### عصر الإصلاح البروتستانتي

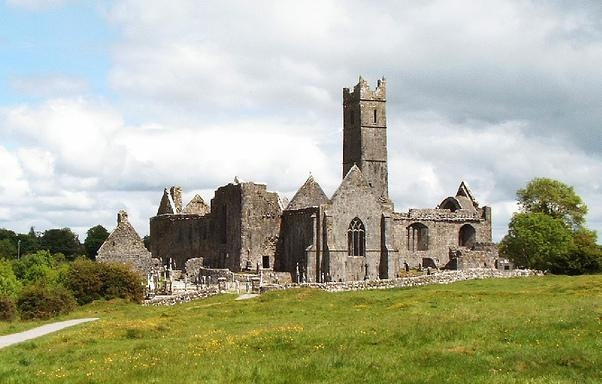
كوين آبي، دير فرنسيسكاني في فارياري بني في القرن الخامس عشر وحٌل في عام 1541.

لعب هنري الثامن دورًا هامًا في انفصال كنيسة إنجلترا عن الكنيسة الكاثوليكية. أدى الصدام بين هنري الثامن وروما إلى انفصال كنيسة إنجلترا عن سلطة الباباوية وحل الأديرة وتعيينه لنفسه رأسًا لكنيسة إنجلترا. لكنه ظل مؤمنًا في داخله بالتعاليم الدينية الكاثوليكية، حتى بعد قطع الصلة مع الكنيسة الكاثوليكية. في عام 1541، بدّل البرلمان الأيرلندي لقب لورد أيرلندا الذي كان يحمله هنري الثامن بلقب ملك أيرلندا من خلال قانون التاج الأيرلندي لعام 1542، بعد علم بأن الكثير من الشعب الأيرلندي يعتبرون البابا هو الرئيس الحقيقي لبلادهم، وأن الملك ليس إلا ممثلا له. والسبب في اعتبار الأيرلنديين، أن البابا حاكمهم المطلق، هو أن البابا أدريان الرابع هو من منح حكم أيرلندا للملك هنري الثاني في القرن الثاني عشر، باعتبارها أراض إقطاعية تحت الحكم البابوي. وقد ظل هذا اللقب مستخدمًا حتى نهاية عهد هنري الثامن.
كانت هناك صراعات داخلية دينية خلال عهد بنات هنري الثامن: أنّا ماري وإليزابيث، حيث حاولت الأولى إعادة البلاد مرة أخرى إلى الكاثوليكية، في حين أن الأخيرة انفصلت عنها بقوة أشد مؤكدة تفوّق الكنيسة الإنجليكانية. خلال غزو تيودور لأيرلندا من قبل الحكومة البروتستانتية في إنجلترا خلال القرن السادس عشر، فشلت الدولة اليزابيثية في تحويل السكان الإيرلنديين إلى البروتستانتية. وكانت هناك أيضًا حملة قوية لمكافحة الإصلاح من قبل رجال الدين الكاثوليك. ونتيجة لذلك أصبح الانتماء للكاثوليكية جزء من الشعور بالوطنية، في حين أصبحت البروتستانتية موازية للحكم الإنجليزي.

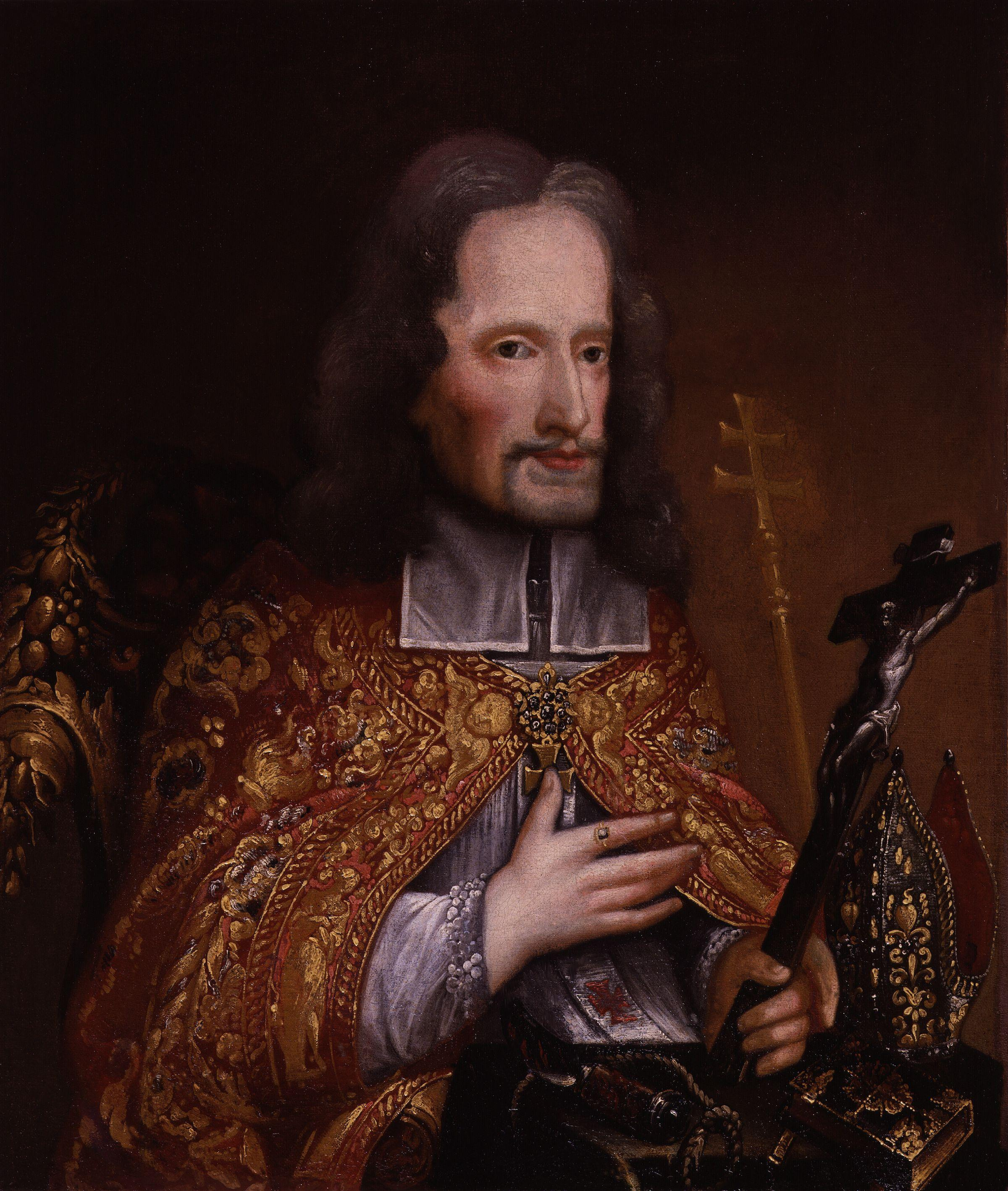
وليفر بلونكيت، أسقف أيرلندا أعدم من قبل الإنجليز خلال قضية "المؤامرة الكاثوليكيَّة" الوهميَّة.

كانت قوانين العقوبات، التي أدخلت لأول مرة في أوائل القرن السابع عشر، قد صممت في البداية لإجبار النخبة المحليَّة على الانتماء لكنيسة الدولة وذلك من خلال استبعاد الرومان الكاثوليك من المناصب العامة، ولكن في وقت لاحق خلال حكم إليزابيث الأولى ملكة إنجلترا، بدأت حملة مصادرة جميع الأراضي المملوكة للكاثوليك ومنحها للمستوطنين البروتستانت القادمين من إنجلترا واسكتلندا. كان للقوانين الجنائية تأثير كبير على السكان، بسبب شدتها ومحاباتها للأنجليكان الأيرلنديين. وهكذا كانت حركة مكافحة البروتستانتية في أيرلندا الحديثة في وقت مبكر 1536-1691 إلى حد كبير أيضًا شكل من أشكال العداء لإستعمار أيرلندا.
لعبت الكنيسة الأيرلندية الأنجليكانيَّة دور هام في ترجمة العهد الجديد إلى اللغة الأيرلندية. وقد بدأ أول ترجمة أيرلندية للعهد الجديد من قبل نيكولاس والش، أسقف أوسوري، الذي عمل على ذلك حتى موته المفاجئ في عام 1585. واستمر العمل على ترجمة العهد الجديد من قبل جون كيرني والدكتور نهيميا دونلان رئيس أساقفة توام؛ وتمت طباعة أعمالهم في عام 1602. وقام ويليام بيديل بترجمة أقسام من العهد القديم، وأكمل ترجمة العمل أسقف كيلمور في عهد تشارلز الأول ملك إنجلترا، ونشر العهد القديم مترجمًا للغة الأيرلنديَّة في عام 1680. وكان ويليام بيديل قد قام بترجمة كتاب الصلاة المشتركة في عام 1606. ونشرت الترجمة الأيرلندية لكتاب الصلاة المنقحة في عام 1662 وهي من أعمال جون ريتشاردسون.
حاول تشارلز الثاني ملك إنجلترا أن يمنح كلاً من الكاثوليك والبروتستانت المنشقين الحرية الدينية وذلك في تصريحه الملكى للتسامح عام 1672، لكن البرلمان الانجليزى قد أجبره على سحب هذا التصريح. أثارت أفكار تيتوس أوتس الخاصة، في عام 1679 «بالمؤامرة الكاثوليكية» التي افترضها أزمة الاستبعاد، وذلك حين تبين أن جيمس شقيق تشارلز الثاني ملك إنجلترا وولى العهد الذي تولى منصب دوق يورك أيضًا، كان كاثوليكيًا. شهدت الأزمة مولد كلا الأحزاب المؤيدة لليمنيين المستبعدين وكذلك نقيضتها المؤيدة لحزب المحافظين أيضًا. أنحاز الملك تشارلز إلى جانب المحافظين، وعقب اكتشاف مؤامرة راى هوس لمحاولة قتل تشارلز وجيمس في عام 1683، قُتِلَ بعض قادة اليمين وأُجبِر بعضهم على البقاء في المنفى. قام تشارلز بحل البرلمان الإنجليزي عام 1681 وحكم بعد ذلك بمفرده حتى وفاته في 6 شباط عام 1685. وقد تبنته ورحبت به الكنيسة الكاثوليكية وهو على فراش الموت.

### الحكم البريطاني

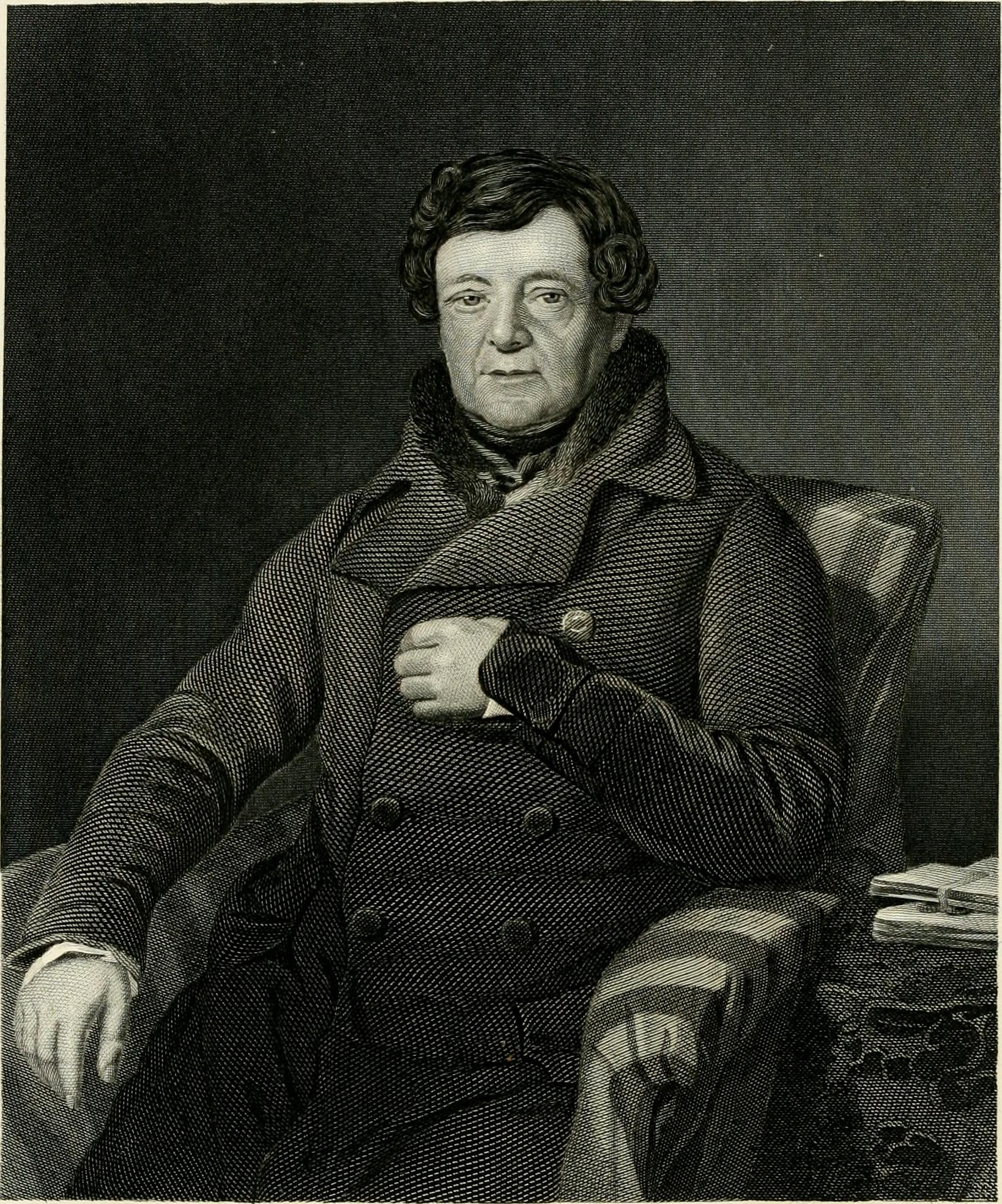
دانيال أوكونل هو محامي وسياسي وقائد أيرلندي، عُرف بالمحرر والمطالب بحقوق الكاثوليك في المملكة المتحدة لبريطانيا العظمى وأيرلندا.

احتلت بريطانيا جزيرة أيرلندا عام 1800. مع هذا الاحتلال عملت بريطانيا على تغيير التركيبة الديمغرافية، فبدأت في جلب مزيد من البروتستانت البريطانيين وركزت في شمال جزيرة أيرلندا، ولعبت الانقسامات بين الكاثوليك والبروتستانت الأيرلنديين دورًا رئيسيًا في تاريخ أيرلندا من القرن السادس عشر (وخاصًة مع حركة الإصلاح في أيرلندا) إلى القرن العشرين (وخاصًة خلال فترة الاضطرابات). خلفيات الصراع كانت دينية وقومية إذ رأت الأغلبية الأيرلندية الكاثوليكية نفسها كهوية مستقلة عن بريطانيا، وبالتالي تم استبعادهم عن السلطة، على الرغم من انخراط العديد من البروتستانت في التمرد ضد الحكم البريطاني. هيمن البروتستانت على المجالات السياسيَّة والاقتصادية والاجتماعيَّة، وإحتلت الأسر الأنجليكانية منذ القرن السابع عشر وحتى القرن العشرين مراكز سياسية مرموقة وأصبحت عماد الطبقة الارستقراطية والبرجوازية والنخبة السياسيَّة، وأنتمت الغالبية العظمى من الأسر البروتستانتية عرقيًا إلى الأنجلو-أيرلنديين. وشكل أتباع كنيسة أيرلندا الأنجليكانيَّة الطبقة الحاكمة والنخبة المثقفة فأسسوا جامعة دبلن واحتكروا دخول المؤسسات التعليمية والجامعيَّة الراقيَّة. وعلى الرغم من كون الكاثوليك هم الغالبية العظمى من سكان أيرلندا، الا أنهم عانوا من التمييز جراء الامتيازات التي حصل عليها البروتستانت الأنجليكان. وأدت الفجوة الاقتصادية - الاجتماعية بين الكاثوليك والبروتستانت إلى أن تكون أحد أسباب الصراع بينهم في أيرلندا الشمالية.
لقد عاشت إيرلندا قصة اضطهاد أوقعتهُ الأقليةُ البروتستانتية على الأكثريةِ الكاثوليكية في القرنين السابع عشر والثامن عشر، حيث مُنعَ الكاثوليك من تملكِ الأراضي ومن التعليمِ ومن حق الانتخابِ ومن دخول البرلمان الأيرلندي آنذاك، كما سُنَّ قانون يُلزم الكاثوليك بتقسيم تركة الميت من الأرض بين الأبناء بالتساوي، وإذا ما غير الأخُ الأكبر مذهبَهُ إلى البروتستانتية يحصل على التركة كاملة، كما قررت الأقليةُ الكثيرَ من القوانين التي أَفقرتْ الأكثرية وأدت إلى تدهور حالتهم الاقتصادية طوال عقود طويلة قبل المجاعة الكبرى، وفي المقابل مكنت هذه القوانين الأقليةَ من السيطرة على مفاصل الحياة. عندما حكمت المملكةُ المتحدة أيرلندا في 1801م احتكرت الاقتصاد الأيرلندي أكثر من ذي قبل، وازدادات أعداد الأيرلنديين وعاشوا في ظروف صعبة حينذاك  على الرغم من أن بريطانيا أصدرت قرار التحرير في 1829م الذي أُعيدت به للكاثوليك حقوقهم التي سلبتها الأقليةٌ منهم مثل دخول البرلمان ، وكان لأيرلندا ممثلين في مجلس العموم ومجلس اللوردات  استعمل ملاك الأرض سلطاتِهم دون ضمير في وجه الأيرلنديين الفقراء، وكانت الطريقة التي تُدارُ بها أَملاكُ مُلاك الأراضي وهم الأنجلو-إيرلنديين البروتستانتيين الذين كانت أعداد منهم تسكن في إنجلترا فسُمُوا بملاك الأراضي الغائبين سببًا آخر في المجاعة، وتوفر هذه الطريقة راحة البال للمُلاك من خلال ترك مهمة جمع أموال الإيجارات للوسيط أو الوكيل، ومن عيوب هذا النظام أنه ترك الوسطاء يستغلون المستأجرين. وقد اعتبرت الحكومةُ البريطانيةُ في عام 1843م موضوعَ الأراضي والعقاراتِ في أيرلندا أساسَ مشكلةِ السخط وعدم الولاء، فبعثت بلجنة ملكية للبحث في القوانين المتعلقة بتملك الأراضي في أيرلندا، وقد وصفَ السياسيُ والمحامي الأيرلندي دانيال أوكونل الذي أجبرَ الحكومةَ البريطانية في عام 1829م على إصدار قرار التحرير -وصفها- بأنها لجنة متحيزة مكونة من ملاك الأراضي دون المستأجرين، أدّت مجاعة أيرلندا الكبرى بين عام 1845 وعام 1852 إلى هجرة ملايين الأيرلنديون الكاثوليك إلى إنجلترا واسكتلندا والولايات المتحدة الأميركية وكندا وأستراليا، وقد تركز من ذهب منهم إلى الولايات المتحدة الأميركية في مدن بوسطن وماساتشوسيتس ونيويورك وفيلادلفيا وبينسلفانيا وبالتيمور، ماريلاند، وأصبحوا مسيطرين على صناعة المعادن في بعض المناطق.
كان دانيال أوكونل والذي يُعرف بالمحرر وهو أول القادة الأيرلنديين الكبار في مجلس العموم، وبانتصاره الساحق في انتخابات 1828 أجبر الحكومة على أن تقبل قرار التحرير الذي طبق في السنة اللاحقة ليسمح للكاثوليك بأن تكون لهم مقاعد في البرلمان والوظائف العامة. وقد قام بخطة جريئة لدمج ملايين الكاثوليك الأيرلنديين تحت إشراف الكهنة المحليين إلى اتحاد واسع ضد النظام الحالي، وعارض كل تنازل عن المطالب الكاثوليكية من كل حزب معارض في الدولة بغضب، وواصل مساعيه بشكل مستمر، واعتنق مطالب كل الناس، لكنه بقى ضمن حدوده الدستورية، مع ذلك فقد هددت آراؤه بهز كيان المجتمع. نجح بشكل تدريجي في تنفيذ غرضه، فالجمعية الكاثوليكيَّة قد شكلت وكانت صغيرة في بادئ الأمر بدأت تنمو ببطء ولكن بثبات؛ ومحاولات الحكومة والإدارات المحلية لإحباطها فشلت بمهارته في استخدام القوانين بعديد الأنواع؛ وأخيرًا بعد نزاع لسنوات، كل أيرلندا الكاثوليكية وقفت صفًا وراء رجل في منظمة ذات قوة هائلة طالبت بحقوقها.
بدأت الأزمة بين الكاثوليك والبروتستانت في التكون وبلغت أشدها عندما أعلن الأيرلنديون دولتهم المستقلة في 1916، إلا أن الجيش البريطاني أخمد التمرد، وتأسس الجيش الجمهوري الأيرلندي مع نهاية الحرب العالمية الأولى ووضع هدفه الرئيسي الانفصال عن بريطانيا، الأمر الذي قاد البرلمان البريطاني إلى تشريع برلمانين وحكومتين محليتين واحدة في الجنوب والأخرى في شمال الجزيرة. لكن استمرار المقاومة الأيرلندية فرض على بريطانيا عام 1921 منح 26 محافظة استقلالها ضمن منظومة الكومونولث، حيث استمر هذا الوضع حتى العام 1949 بموافقة بريطانيا على تأسيس جمهورية أيرلندا المستقلة. بيد أن المقاطعات الست الشمالية، وبحكم الأغلبية البروتستانتية التي صنعتها بريطانيا بتجنيس البريطانيين فيها، فقد صوتت لصالح البقاء كجزء من التاج البريطاني، وظلت تنتخب 12 ممثلا لها في البرلمان البريطاني حتى العام 1972.

### الاستقلال وواقع المسيحية اليوم

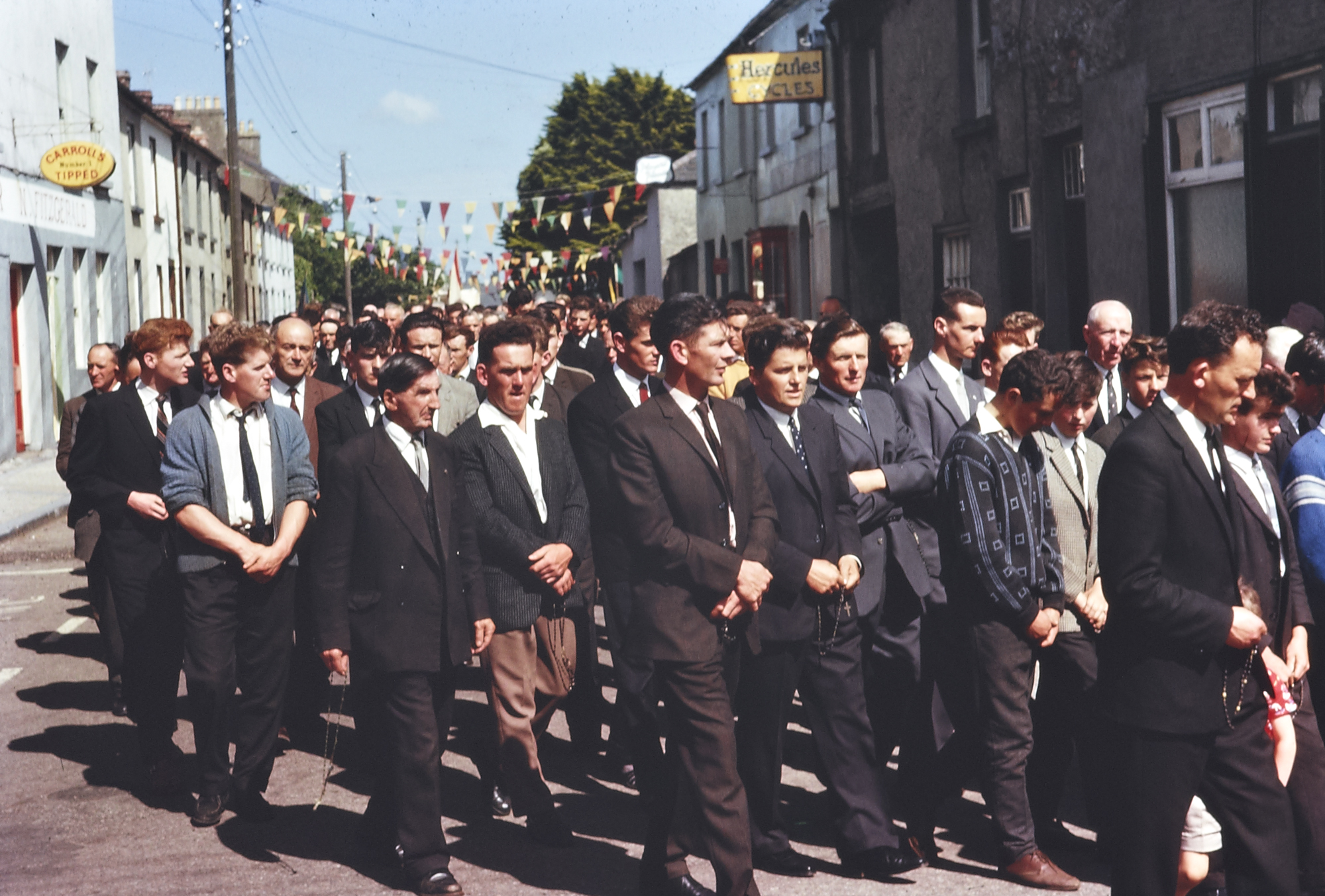
صورة تاريخيَّة تعود لعام 1963 خلال تطواف كربوس كرستي؛ تعد أيرلندا هي واحدة من أكثر دول العالم الغربي تدينًا.

بما أنَّ أيرلندا حققت استقلال جزئي عن الإمبراطورية البريطانية، واصلت الكنيسة الكاثوليكية لعب دور اجتماعي وسياسي هام في عهد الدولة الأيرلندية الحرة وبعد ذلك في جمهورية أيرلندا. على مدى عقود عديدة، كان التأثير الكاثوليكي (إلى جانب الطبيعة الريفيَّة للمجتمع الأيرلندي) يعني أن أيرلندا كانت قادرة على دعم السياسات الاجتماعيَّة الموجهة نحو الأسرة لفترة أطول من معظم دول الغرب، وأعتمدت الدولة سياسية محافظة وذلك على النقيض من الليبرالية الاجتماعية المرتبطة المرتبطة بالبريطانيين والأميركيين. وكان هذا الاتجاه الثقافي بارزًا بشكل خاص خلال عهد إيمون دي فاليرا. على سبيل المثال منذ عام 1937 حتى عام 1995، لم يسمح في الطلاق والزواج مرة أخرى في حالة الطلاق وذلك تماشيًا مع وجهات النظر الكاثوليكية للزواج. وبالمثل تم مقاومة استيراد وسائل منع الحمل والمواد الإباحية أيضًا؛ وتم تجريم الإجهاض والمثلية الجنسية. وبالإضافة إلى ذلك، كانت الكنيسة تسيطر إلى حد كبير على مستشفيات الدولة ومدارسها وبقيت أكبر مزود للخدمات الاجتماعية الأخرى.
مع تقسيم أيرلندا في عام 1922، كان حوالي 92.6% من سكان الجنوب من الكاثوليك بينما كان حوالي 7.4% من البروتستانت. وبحلول الستينات انخفض عدد السكان الأنجليكان والبروتستانت إلى النصف، ويرجع ذلك في الغالب إلى الهجرة في السنوات الأولى من الاستقلال الإيرلندي. حيث كان بعض البروتستانت من الموالين للإمبراطورية البريطانية ولم يرغبوا في العيش في الدولة الأيرلندية ذات السيادة. ساعدت سياسة الكنيسة الكاثوليكية على أعتبار أطفال الزيجات بين الكاثوليك والبروتستانت كاثوليكًا، على دعم الهيمنة الثفافيَّة الكاثوليكية. في كلتا الجزأين من أيرلندا تغيرت سياسة الكنيسة الكاثوليكيَّة وممارساتها بشكل ملحوظ بعد إصلاحات المجمع الفاتيكاني الثاني عام 1962. ربما كان أكبر تغيير هو تلاوة القداس باللغات المحليَّة بدلاً من اللاتينية، وفي عام 1981 نشرت الكنيسة طبعتها الأولى من الكتاب المقدس في اللغة الأيرلندية.

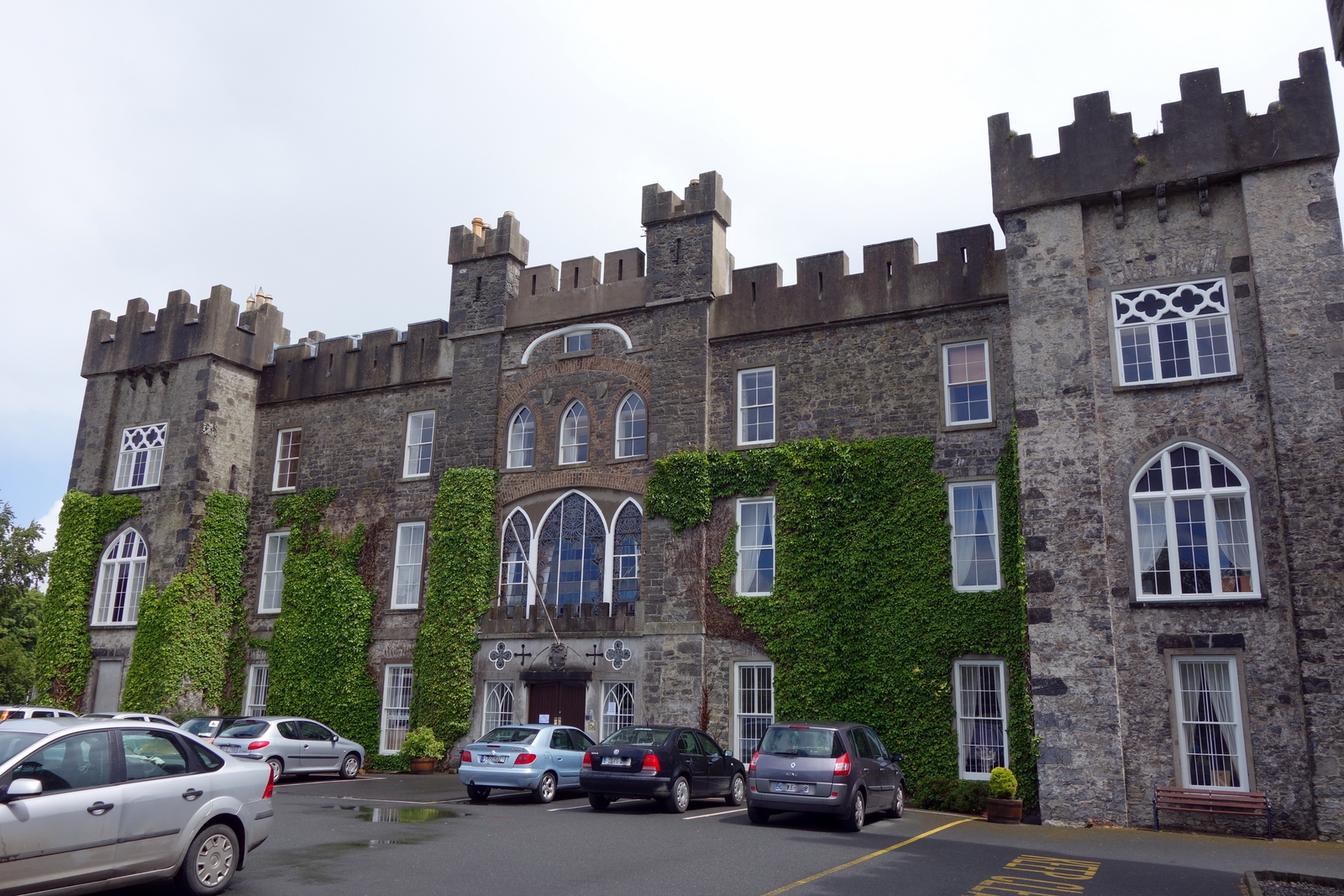
كلية كلونغويس وود اليسوعيَّة، تسيطر الكنيسة الكاثوليكية على العديد من المناحي الإجتماعية والثقافية في البلاد.

مع تحقيق البلاد تحقيقها معدل نمو اقتصادي كبير وتصنيع سريع أو ما يعرف باسم نمر الكلت وتعزيز العولمة العالمية في أيرلندا، شهد المجتمع الأيرلندي العديد من التغيرات الدينية والثقافية، وبعد أن كان معروفًا بارتباطه بالكاثوليكية. بعد نيل جمهورية أيرلندا استقلالها في عام 1922 ومطلع الثمانينات، كانت الكنيسة الرومانية الكاثوليكية تتمتع بنفوذ كبير. وقال الباحث بول فالالي في صحيفة «ذي اندبندنت» إن الكنيسة كانت الجهة التي لا يمكن الإستغناء عنها في المجتمع الإيرلندي، في عام 1979 حضر حوالي ثلث سكان الجمهورية القداس الاحتفالي الذي قام به البابا يوحنا بولس الثاني، وفي وقت كان فيه الكنيسة الكاثوليكية تتحكم بالمجتمع وكان الطلاق والمثلية الجنسية والإجهاض غير قانوني. وإن بقيت ايرلندا في 2015 من البلدان الأكثر كاثوليكية في أوروبا خسرت الكنيسة هيمنتها على المجتمع ويظهر ذلك من خلال موافقة أغلب الإيرلنديين على تشريع زواج المثليين وذلك لأنها لم تتوقع تقلباته الاجتماعية والاقتصادية ولأنها بقيت متمسكة بمواقفها المحافظة. وتعرف أيرلندا بأنها كانت دولة محافظة بشدة، وانتظرت حتى عام 1993، وبعد 16 عاماً من المعارك القضائية، حتى رفع القانون الإيرلندي عقوباته على المثلية الجنسية، وبهذا كانت أيرلندا آخر البلاد الأوروبية التي تطبق هذا القانون علمًا أن جمهورية أيرلندا سمحت عام 2015 زواج المثليين في إستفتاء وذلك على الرغم من الرفض والمعارضة الكبيرة من قبل الكنيسة الرومانية الكاثوليكية. وهذا التطور البطيء في التعامل مع المثلية الجنسية رافقه تطور بطيئ في الملفات الأخرى، فالقانون الذي يسمح بالطلاق لم يتم تبنيه إلا عام 1996، في حين ظل الإجهاض محظورًا بشكل كامل حتى عام 2013، وذلك بعد وفاة فتاة في عام 2012.

## المذاهب المسيحية

### الكاثوليكية

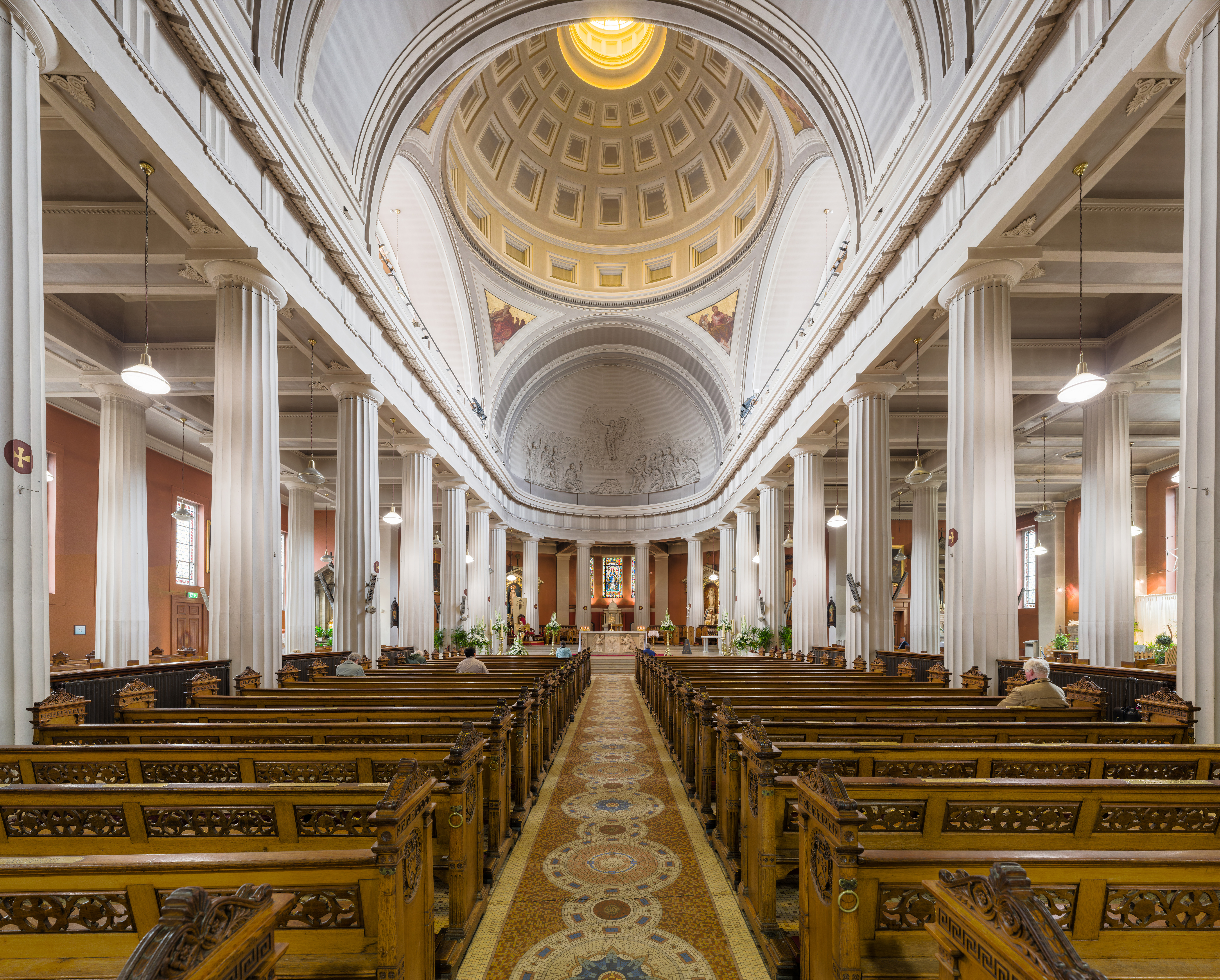
داخل كاتدرائية القديسة مريم الكاثوليكيَّة في دبلن، وهي مقر أبرشيَّة دبلن.

الكنيسة الكاثوليكية الإيرلندية هي جزء من الكنيسة الكاثوليكية العالمية في ظل القيادة الروحية للبابا في روما ومجلس الأساقفة الإيرلندا. واستنادًا إلى احصائيات أظهرت أنّ 87.4% من مواطني جمهورية أيرلندا و43.8% من مواطني أيرلندا الشمالية تلقوا سر العماد وعمدوا في الكنيسة الكاثوليكية. وتمتلك إيرلندا ثقافة كاثوليكية غنية ولعبت الكنيسة الكاثوليكية دور في الحفاظ على الفكر والحضارة في أيرلندا في عدد من المستوطنات الرهبانية مثل سيكينغ في أيرلندا، حيث كان الرهبان يعرفون القراءة والكتابة وحافظوا على المخطوطات والأعمال الشعرية والعلمية والفلسفية التي تعوج إلى العصور القديمة الغربية، وبالتالي حافظوا على تراث أوروبا الغربية. توماس كاهيل، في كتابه كيف حافظ الأيرلنديون على الحضارة، يجادل ان أحد أسباب انقاذ الحضارة الغربية يعود بسبب حفاظ رهبان أيرلندا على الحضارة. ودخلت المسيحية إلى أيرلندا في وقت مبكر من القرن الخامس، وانتشرت من خلال المبشرين في وقت مبكر مثل بلاديوس، والقديس باتريك. يقود الكنيسة اليوم من قبل أربعة مطارنة و23 أسقفية وهناك أكثر من سبعة وعشرين أبرشية و1,087 رعية بالإضافة هناك حوالي 3,000 من الكهنة ورجال الدين يعملون في الرعية، والخورية، وأساتذة في كليات. هناك العديد من المدارس والجامعات والمستشفيات والمعاهد الدينية الرومانية الكاثوليكية، بالإضافة يعمل على التراب الأيرلندي عدد كبير من الرهبانيات الدينية المختلفة في ذلك الكبوشيين، والكرمليين، والدومنيكان، والفرنسيسكان واليسوعيون.
هاجرت العديد من الأسرة الكاثوليكية الأيرلندية إلى جميع أنحاء العالم بسبب الأوضاع الاجتماعية والاقتصادية والتمييز، خاصًة إلى الدول الناطقة باللغة الإنجليزية. وبدأت الهجرة مع المجاعة الأيرلندية الكبرى في أواخر 1840، وقد سبّب ذلك إلى انخفاض عدد السكان بنسبة تزيد على النصف في القرن التالي بسبب الموت من الجوع والمرض، فضلًا عن الهجرة التي بدأت بعد ذلك. وأصبح مصطلح أيرلنديون كاثوليك واسع النطاق في المملكة المتحدة، والولايات المتحدة، وكندا، وأستراليا ونيوزيلندا. لدى بعض هذه الدول أغلبية بروتستانتية، وبالتالي حصل انفصال بين المجموعة الكاثوليكية الأيرلندية عن محيطها فأصبح لها خاصيّة ثقافية وحضاريّة ومؤسساتها الخاصة بها وأضحى القديس باتريك ووتذكاره الأيقونة الثقافية للأيرلنديين الكاثوليك. وصل الأيرلنديون الكاثوليك إلى مناصب سياسية واقتصادية وأكاديمية بارزة في المهجر، ويذكر أن الرئيس الكاثوليكي الأول للولايات المتحدة جون كينيدي هو من أصول أيرلندية كاثوليكية. لدى الكاثوليك الأيرلنديين شتات كبير، حيث يضم الولايات المتحدة على حوالي 12 مليون إيرلندي كاثوليكي.

### البروتستانتية

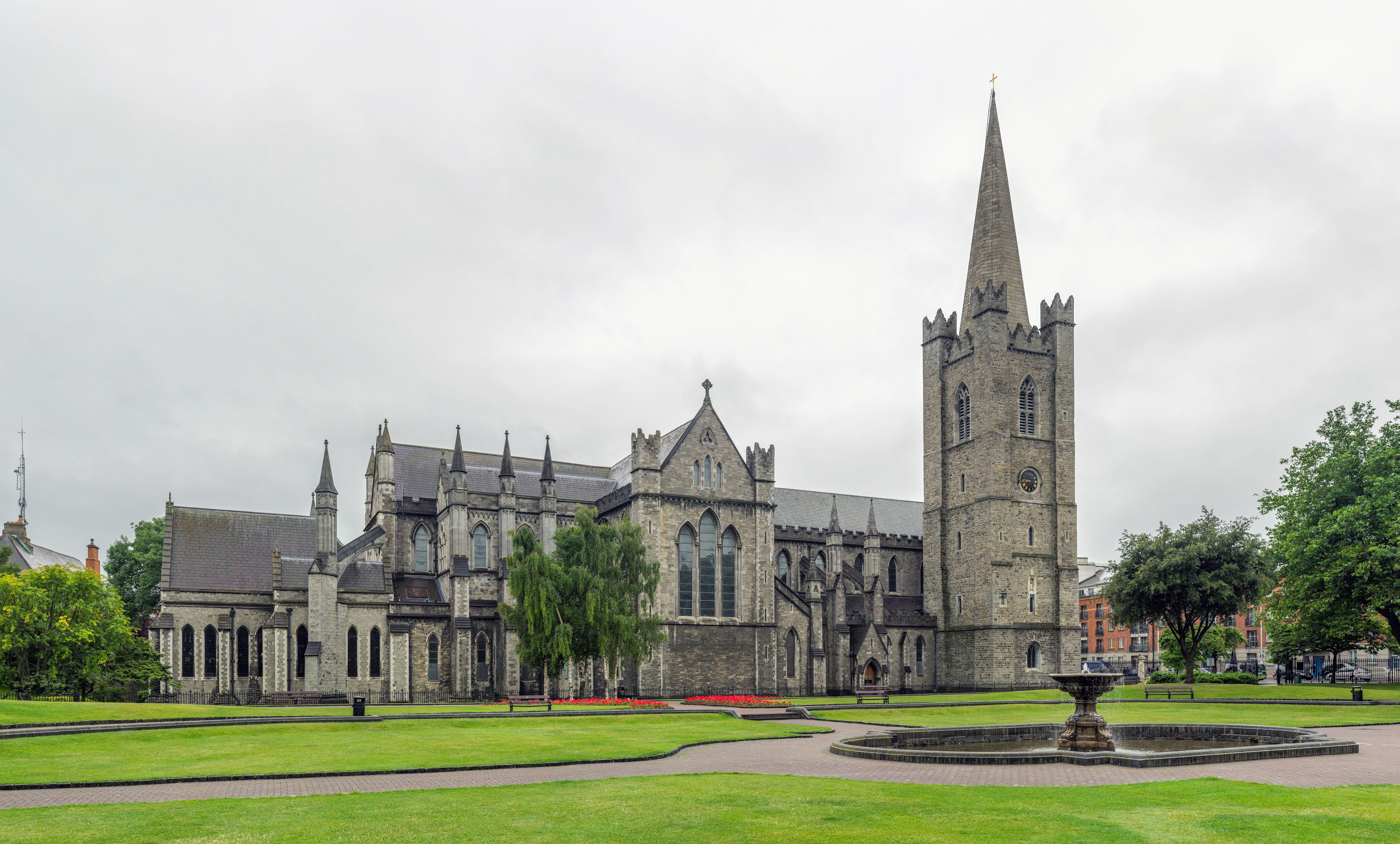
كاتدرائية القديس باتريك في دبلن، وهي الكاتدرائية الوطنية الانجليكانية في جهورية أيرلندا.

غالبية شعب أيرلندا الشمالية هم في أعضاء الكنائس البروتستانتية المختلفة مثل الكنيسة المشيخية وكنيسة أيرلندا الانجليكانية والكنيسة الميثودية وغيرها. في حين أن الكنيسة الكاثوليكية هي أكبر طائفة في أيرلندا الشماليّة الا أنها أصغر من الطوائف البروتستانتية مجتمعة. في تعداد عام 2011 لجمهورية أيرلندا، قال 4.2% من السكان أنهم بروتستانت. في الجمهورية الأيرلنديَّة، كانت البروتستانتية ثاني أكبر تجمع ديني حتى تعداد عام 2002 حيث تم تجاوزهم من قبل اللادينيين. وقد تكون بعض أشكال البروتستانتية قد تواجدن في أيرلندا منذ أوائل القرن السادس عشر. وتأسست كنيسة أيرلندا الأنجليكانية من قبل هنري الثامن ملك إنجلترا والذي أعلن عن نفسه ملكًا لأيرلندا.
تحتل كنيسة أيرلندا الانجليكانية ثاني أكبر طائفة مسيحية في جمهورية أيرلندا. وقد شهدت في الآونة الأخيرة زيادة، حيث الزيادة شهدتها أيضًا عدد من الطوائف المسيحية الصغيرة. وتتبع كنيسة أيرلندا الأجليكانية كنيسة إنجلترا. ومثلها مثل الكنائس الأسقفية الأنجليكانية الأخرى، فهي تعتبر نفسها كاثوليكية على حد سواء، في أن معتقداتها وممارساتها تقوم على تقليد مستمر يعود إلى عصر الإصلاح البروتستانتي، حيث أنها لا تقبل سيادة أسقف روما. الطوائف البروتستانتية الكبيرة الأخرى في أيرلندا الجنوبية هي الكنيسة المشيخية والكنيسة الميثودية.
شهدت الكنائس البروتستانتية عمومًا وكنيسة أيرلندا الأنجليكانيَّة انخفاضا كبيرًا خلال القرن العشرين، وذلك في كل من أيرلندا الشمالية، حيث يعيش حوالي 65% من أعضائها، وفي جمهورية أيرلندا التي يعيش فيها حوالي من 35% من أعضائها. ويعود ذلك بسبب هجرة البروتستانت الأيرلنديين عقب نشوء جمهورية أيرلندا إلى المملكة المتحدة. ومع ذلك، فقد أظهرت كنيسة أيرلندا في جمهورية أيرلندا نموًا كبيرًا في آخر تعدادين وطنيين؛ حيث زادت عضوية الكنيسة بنسبة 8.7% في الفترة 2002 وحتى عام 2006. وتعود هذه الزياة لأسباب مختلفة منها هو تخفيف لوائح ن. تيمير والتي تنص على أن الأطفال من الزيجات الرومانية الكاثوليكية والبروتستانتية المختلطة ينبغي أن تنشأ كاثوليكية. إلى جانب ازدياد أعداد المهاجرين الأنجليكان الذين انتقلوا إلى جمهورية أيرلندا مؤخرًا.

## الحضور في المجتمع

### السياسة

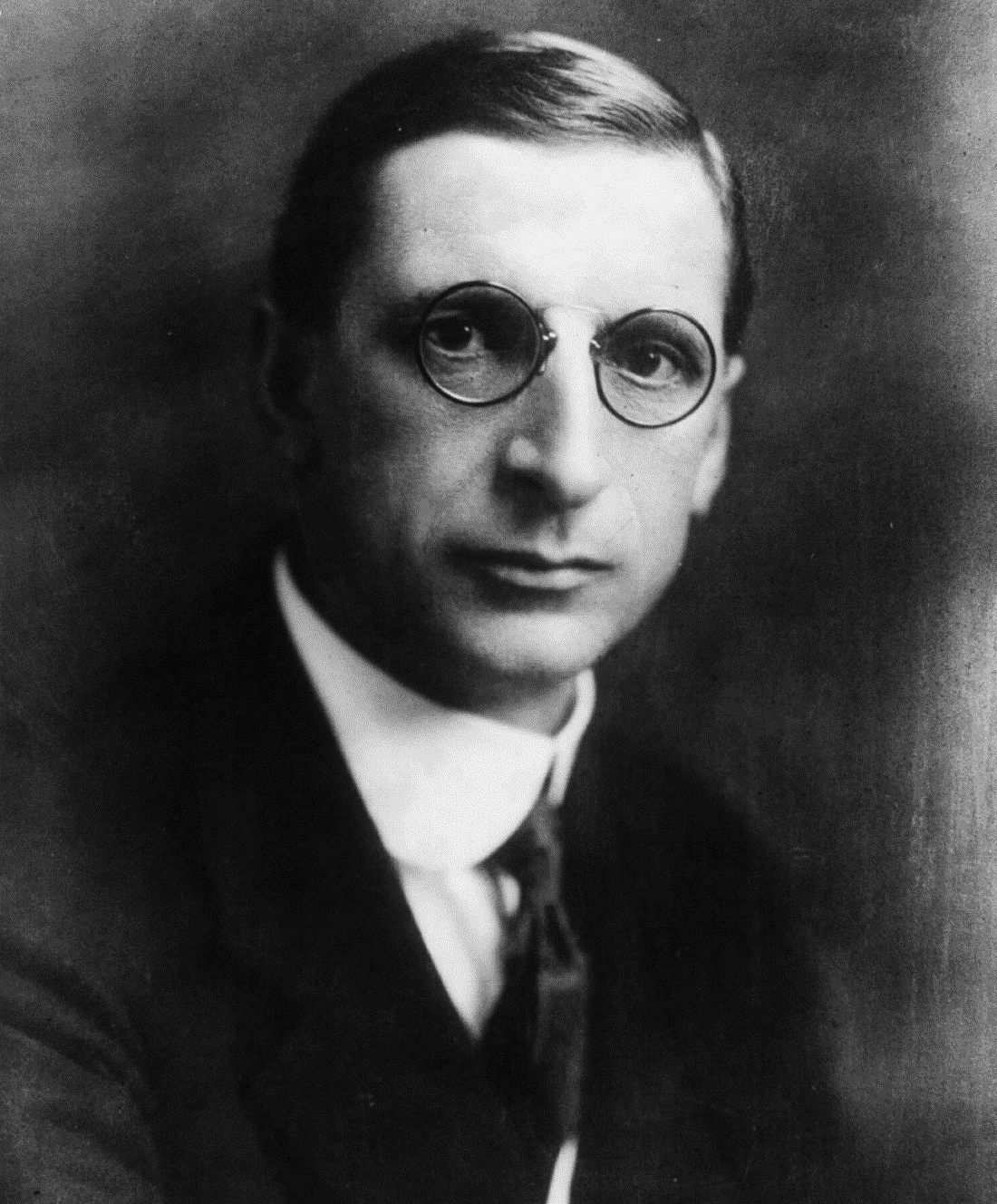
كان إيمون دي فاليرا لجمهورية أيرلندا من عام 1932 إلى 1937؛ تأثرت سياسته بالسياسة الاجتماعية الكاثوليكيَّة.

كان للكنيسة الكاثوليكيَّة تأثير كبير على الرأي العام الإيرلندي. تم سن قانون التعليم الأيرلندي عام 1831 من قبل اللورد ستانلي ليحل مكان نظام التعليم الابتدائي الأيرلندي. وارتبطت مع الحركة اليعقوبية حتى عام 1766، ومع التحرر الكاثوليكي حتى عام 1829. وكانت علاقة الكنيسة مع القومية الأيرلندية معقدة؛ حيث دعم معظم الأساقفة ورجال الدين من النخب الكنسيَّة الإمبراطورية البريطانية، بالمقابل كان عددًا كبيرًا من الكهنة المحليين أكثر تعاطفًا مع الاستقلال الإيرلندي. وبينما كان التسلسل الهرمي للكنيسة على استعداد للتعاون مع القومية الإيرلندية البرلمانية، قامت في الغال بانتقاد حركة «فينيان» الثوريَّة والتي نادت بتنظيم أنتفاضات مسلحة. استمر هذا الوضع حتى كان أصبح واضحًا للكنيسة أنّ الجانب البريطاني كان يخسر، ثم تحول موقف الكنيسة مؤيدًا جزئيًا للجانبين، وأيدت النخب الكنسيَّة المعاهدة الأنجلو-آيرلندية والجانب المناهض للمعاهدة خلال الحرب الأهلية الأيرلندية. وعلى الرغم من ذلك عارض بعض البروتستانت في أيرلندا الحكم الذاتي الأيرلندي، لأنه سيؤدي إلى «حكم روما» بدلاً من حكم الوطن، وأصبح هذا عنصرًا أو عذرًا لإنشاء أيرلندا الشمالية. وظلت إيرلندا الشمالية لسنوات عديدة موضع صراع عنيف ومرير بين الإيرلنديين الكاثوليك المنادين في الاستقلال والانضمام إلى جمهورية أيرلندا والاتحاديين الموالين للتاج البريطاني الذين يعتبرون أنفسهم بريطانيين وهم من البروتستانت في الغالب، واتخذ هذا الصراع أشكالاً عديدة منها ما كان موسمياً يظهر في فترات الاحتفال بالأعياد الدينية الخاصة بالكاثوليك والبروتستانت.
لا يزال للكنيسة لها تأثير كبير في جمهورية أيرلندا. قام دستور إيمون دي فاليرا لعام 1937، في حين منح حرية الدين، وأكدَّ على «الموقف الخاص للكنيسة الرومانية الكاثوليكية الرسولية». وشملت الأحداث الرئيسية الشعبية التي قامت بها الكنيسة والتي حضرها كبار السياسيين الإيرلنديين كل من المؤتمر الإفخارستي في عام 1932 والزيارة البابوية ليوحنا بولس الثاني في عام 1979. وكان قد أكدّ البابا فرنسيس أنه سيزور أيرلندا في عام 2018 بناءًا على دعوة وجهها له الأساقفة الكاثوليك الأيرلنديين إلى مدينة بومتيف لزيارة البلاد في أغسطس 2018 للاجتماع العالمي للأسرة.

### التعليم

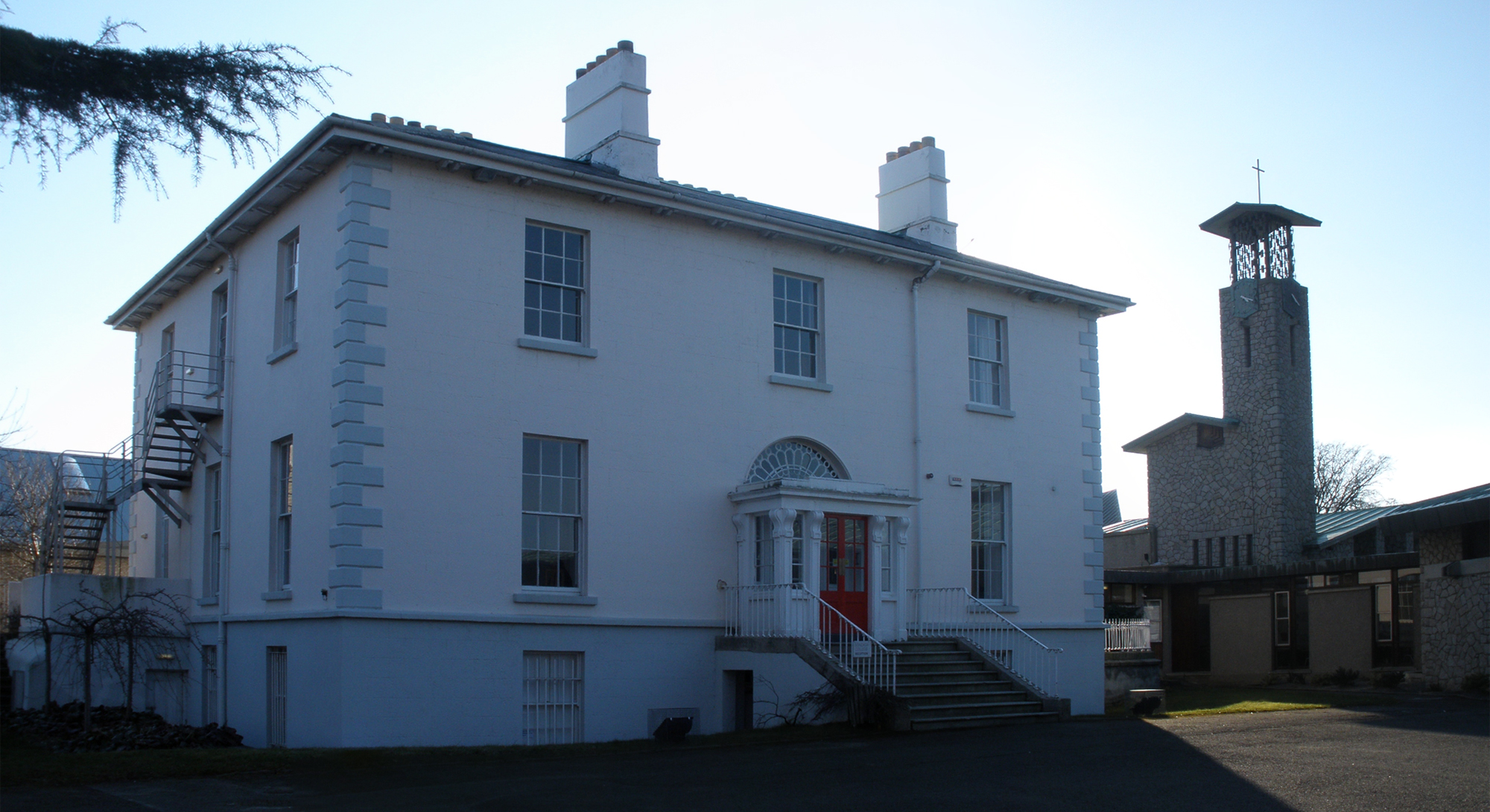
مدرسة كاثوليكية في دبلن؛ تلعب المدارس الكاثوليكيَّة دور هام في مجال التعليم في البلاد.

بعد الاستقلال في عام 1922، أصبحت الكنيسة الكاثوليكيَّة أكثر نفوذًا في مجال الرعاية الصحية والتعليم، وجمع الأموال وإدارة المؤسسات الكاثوليكية، مدفوعة إلى حد كبير بالتدخل الحكومي والتبرعات العامة. وكان تأثيرها السياسي الرئيسي هو مواصلة اكتساب السلطة في المدارس الابتدائية الوطنية حيث كان التبشير الديني في التعليم عنصرًا رئيسيًا. وقد عارض التسلسل الهرمي الكنسي خدمة المدارس الثانوية العامة المجانية التي دعا اليها دونوغ أومالي في عام 1968، ويرجع ذلك جزئيًا إلى سيطرة الكنيسة تقريبًا على معظم هذه المدارس الثانويَّة. وكانت جهود الكنيسة القوية منذ الثلاثينيات من القرن العشرين لمواصلة السيطرة على التعليم الكاثوليكي هي في المقام الأول محاولة لضمان مصدر مستمر للمرشحين للكهنوت، حيث سيكون لديهم سنوات من التدريب قبل الدخول إلى السيمينار.
ومع تحول المجتمع الأيرلندي إلى أكثر تنوعًا وعلمانية، أصبحت السيطرة الكاثوليكية على التعليم الابتدائي قضية مثيرة للجدل، وخاصًة فيما يتعلق بتفضيل الكاثوليك المعمدين عند التسجيل لدخول المدارس. فكل المدارس الابتدائية التي تمولها الدولة تقريبًا - 97 في المائة تقريبًا - تخضع لسيطرة الكنيسة الكاثوليكية. ويسمح القانون الأيرلندي للمدارس الخاضعة لسيطرة الكنيسة بأن تعتبر الدين العامل الرئيسي في القبول في صفوفها. وكثيرًا ما تفضل المدارس المكتظة قبول الطلاب الكاثوليك، الأمر الذي خلق صعوبة للأسر غير الكاثوليكية. وقد طلبت لجنة حقوق الطفل التابعة للأمم المتحدة في جنيف من جيمس رايلي، وزير الأطفال في أيرلندا، شرح استمرار تفضيل الطلاب المدارس التي تمولها الدولة على أساس الدين. وقال إن القوانين ربما تحتاج إلى تغيير، لكنه أشار إلى أنه قد يستغرق استفتاء لأن الدستور الأيرلندي يعطي الحماية للمؤسسات الدينيَّة. المسألة الأكثر إشكالية هي في منطقة دبلن. وقد تلقت عريضة بدأها محامي يدعى بادي مونهان، ما يقرب من 20,000 توقيع لصالح إلغاء التفضيل الممنوح للأطفال الكاثوليك.

### الرعاية الصحية

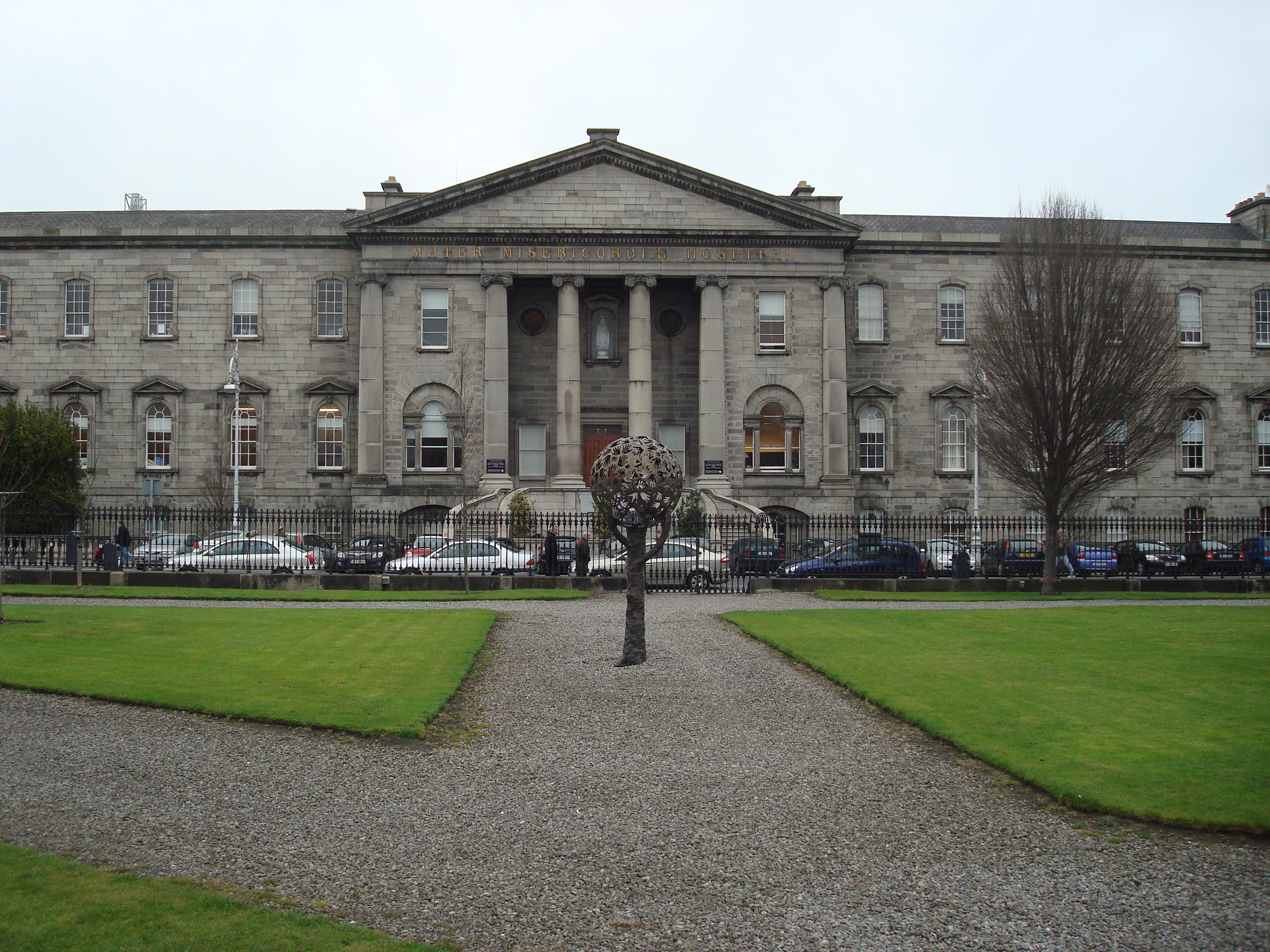
مستشفى ماطر ميسريكوردياي الجامعي؛ تديره راهبات الرحمة.

منذ عام 1930 قامت الكنيسة بحملات من أجل تمويل المستشفيات من خلال بيع تذاكر تم توزيعها في كثير من الأحيان أو بيعها من قبل الراهبات أو الكهنة. وفي عام 1950 عارضت الكنيسة مخطط الأم والطفل حيث أعتبرت المخطط متبني للنظرة «الشيوعية» للأسرة.
ولا تزال العديد من المستشفيات في أيرلندا تديرها مؤسسات دينية كاثوليكية. على سبيل المثال، تدير راهبات الرحمة مستشفى جامعة ماطر ميسريكوردياي في دبلن. في عام 2005 أجرى المستشفى اسبتعاد لعدد من أدوية سرطان الرئة لأن المرضى الإناث قد يطلب منهم استخدام وسائل منع الحمل على عكس التعليم الكاثوليكي. ورد مستشفى ماتر بأن اعتراضه هو أن بعض شركات الأدوية تطالب النساء في سنوات الإنجاب باستخدام وسائل منع الحمل: حيث «قالت المستشفى إنها ملتزمة بالوفاء بجميع متطلباتها القانونية فيما يتعلق بالتجارب السريرية، وفي الوقت نفسه التمسك بمبادئ وروح المستشفى» و«أنَّ الأفراد والأزواج لهم الحق في تقرير أنفسهم حول كيفية تجنب الحمل.»

### الأخلاق العامة
مُنع قانونيًا الطلاق والزواج مرة ثانية للمطلقين في عام 1924، وذلك على الرغم من أنَّ الظاهرة كانت نادرة في المجتمع الأيرلندي آنذاك، وأصبح بيع وسائل منع الحمل الاصطناعية غير قانوني. تراجع نفوذ الكنيسة إلى حد ما بعد عام 1970، وتأثر التراجع جزئيًا بسبب وسائل الإعلام والحركة النسوية المتنامية. فعلى سبيل المثال، أظهر قانون الصحة أو تنظيم الأسرة لعام 1979 قدرة الكنيسة الكاثوليكية على إجبار الحكومة على التنازل عن بيع وسائل منع الحمل الاصطناعية، وعلى الرغم من أنَّ الكنيسة لم تتمكن من الحصول على النتيجة التي ارادتها، أصبح بالإمكان شراء وسائل منع الحمل، ولكن فقط مع وصفة طبية من الطبيب وموردة فقط من قبل الكيميائيين المسجلين حكوميًا. أدخل تعديل في عام 1983 على الدستور من أجل الحظر الدستوري للإجهاض، وقد أيدته الكنيسة، على الرغم من أن الإجهاض لأسباب اجتماعية كان بالفعل غير قانوني بموجب القانون التشريعي الأيرلندي. غير أن الكنيسة فشلت في إلغاء الحظر الدستوري للطلاق في يونيو من عام 1996. وبينما عارضت الكنيسة الطلاق والذي يسمح بالزواج مرة أخرى في القانون المدني، فإن قانونها الكنسي يسمح بقانون بطلان الزواج والطلاق المحدود الأسباب، وهو شكل من أشكال الانفصال الزوجي. ساعدت الكنيسة على تعزيز الرقابة العامة، وحافظت على قائمة خاصًة بها من الأدب المحظور حتى عام 1966، والتي أثرت على قائمة الدولة.
وعلى الرغم من الاعتراضات والمظاهرات من قبل التسلسل الهرمي الكاثوليكي، وافق الناخبون في أيرلندا على إجراء استفتاء لإضفاء الشرعية على زواج المثليين في عام 2015. وفي سبتمبر من عام 2010، أظهر مسح أيرلندي أنَّ 67% من الأيرلنديين يؤيدون السماح للأزواج من نفس الجنس بالزواج. وهذه الأغلبية تمتد بين جميع الفئات العمرية، بإستثناء الأفراد ممن يزيد أعمارهم على 65 عامًا، في حين أيَّد 66% من الكاثوليك زواج المثليين. وعارض 25% زواج المثليين وتركزت المعارضة بين كبار السن وأولئك الذين يعيشون في المناطق الريفية. وفيما يتعلق بحق التبني للأزواج المثلية، أيدَّت 46% ذلك، وعارض 38% الفكرة. وسمح البرلمان عام 2015 زواج المثليين في إستفتاء وذلك على الرغم من الرفض والمعارضة الكبيرة من قبل الكنيسة الرومانية الكاثوليكية.
كانت الرقابة التي فرضتها الحكومة على الأمن في وقت الحرب الأهلية الأيرلندية صارمة وشملت الكنيسة؛ عندما تحدث الأساقفة عن جوانب الحرب، كانوا يخضعون للرقابة والمعاملة «مثلهم مثل أي مواطن آخر». في حين لم يتم التدخل في التصريحات والرسائل الرعوية الصادرة من الفاتيكان، فإن الاقتباس منها في الصحافة كان موضوعًا خاصعًا للرقابة.

## التديّن والتردد على الكنائس

### التردد على الكنائس حسب السنوات

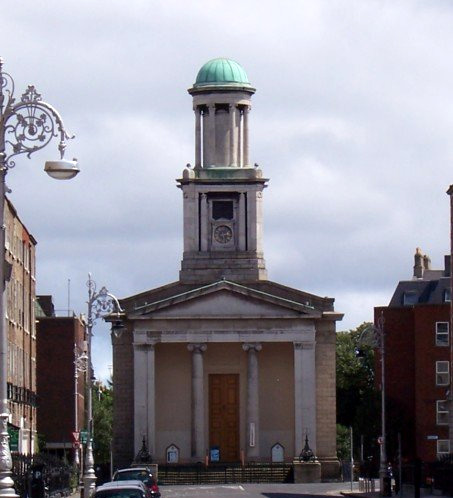
كنيسة القديس ستيفان في دبلن، العديد من الكنائس في العاصمة مبنيّة على نمط العمارة الجورجية.

| السنة     | % التردد على الكنائس أسبوعيًا في جمهورية أيرلندا | % التردد على الكنائس أسبوعيًا في جمهورية أيرلندا |
| --------- | ----------------------------------------------- | ----------------------------------------------- |
| 1973      | 91%                                             |                                                 |
| 1984      | 87%                                             |                                                 |
| 1985      | 85%                                             |                                                 |
| 1990      | 85%                                             |                                                 |
| 1990      | 81%                                             |                                                 |
| 1991      | 79%                                             |                                                 |
| 1995      | 64%                                             |                                                 |
| 1996      | 66%                                             |                                                 |
| 1998      | 60%                                             |                                                 |
| 2002      | 48%                                             |                                                 |
| 2003      | 50%                                             |                                                 |
| 2005      | 34%                                             |                                                 |
| 2005      | 44%                                             |                                                 |
| 2006      | 48%                                             |                                                 |
| 2007      | 67%                                             |                                                 |
| 2007-2008 | 42%                                             |                                                 |
| 2008      | 45%                                             |                                                 |
| 2009      | 45%                                             |                                                 |

### الوضع الحالي

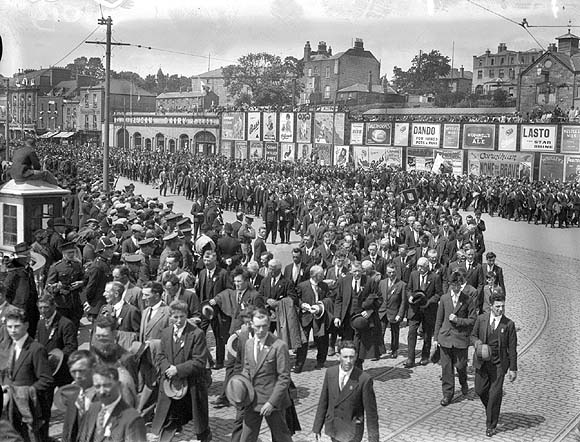
صورة تاريخيَّة لتطواف كاثوليكي في دبلن؛ تعود إلى عام 1931.

وجدت دراسة قامت بها مركز بيو للأبحاث عام 2018 أنَّ حوالي 80% من الإيرلنديين قالوا أنهم مسيحيين وبحسب الدراسة تأتي الكاثوليكيَّة بمقدمة الطوائف المسيحيَّة مع حوالي 72% من السكان، وأعتبر حوالي 46% أنفسهم مسيحيين إسميين وحوالي 34% قال أنه يُداوم على حضور القداس. عمومًا حصل حوالي 90% من مجمل الإيرلنديين على سر المعمودية، وقال حوالي 88% أنه تربى على التقاليد المسيحيَّة، بالمجمل قال حوالي 89% من الإيرلنديين الذين تربوا على التقاليد المسيحيَّة ما زالوا يعتبرون أنفسهم مسيحيين، في حين أنَّ النسبة المتبقيَّة معظمها لا تنتسب إلى ديانة. حوالي 2% من المسيحيين في جمهورية أيرلندا تربوا على تقاليد دينية غير مسيحيَّة وتحولوا للمسيحية لاحقاً.
وبحسب الدارسة قال 64% من المسيحيين الإيرلنديين أنَّ للدين أهميَّة في حياتهم، وقال 95% من المسيحيين الإيرلنديين المُداومين على حضور القداس أنهم يؤمنون بالله بالمقابل قال 71% من المسيحيين الإسميين ذلك. ويُداوم حوالي 43% من المسيحيين الإيرلنديين على حضور القداس على الأقل مرة في شهر، ويصوم حوالي 25% منهم خلال فترات الصوم، ويرتدي 32% الرموز المسيحيَّة، ويُقدم حوالي 40% منهم الصدقة أو العُشور، ويُشارك 12% معتقداتهم مع الآخرين، في حين أنَّ 61% من المسيحيين يُداومون على الصلاة ويعتبر 55% منهم متدينين. ويُعتبر مسيحيين أيرلندا واحدة من أكثر المجتمعات مسيحية تديناً في أوروبا الغربية. كما وحصل 97% من مجمل المسيحيين الإيرلنديين على سر المعمودية، وقال 94% منهم أنه سيربي طفله على الديانة المسيحيَّة، وبحسب الدراسة أعرب حوالي 72% من الإيرلنديين المسيحيين بأنَّ هويتهم المسيحيَّة هي مصدر فخر واعتزاز بالنسبة لهم، ويوافق 56% منهم على التصريح أنَّ المسيحية هي عاملًا هامًا لكي تكون وطنيًا. وقال 86% منهم أنه يعرف «الكثير» عن المسيحية.
على المستوى الاجتماعي والسياسي قال 65% من الإيرلنديين المسيحيين أن الكنائس تلعب دور ايجابي في مساعدة الفقراء والمحتاجين، وعبرَّ 72% من المسيحيين المتلزمين للغاية عن وجهات نظر إيجابية للمؤسسات الدينية مقابل 31% من المسيحيين الأقل التزاماً. ورفض 74% من الإيرلنديين المسيحيين القول أنَّ «العِلم يجعل الدين غير ضروري في حياتي!»، كما وقال 3% من الإيرلنديين المسيحيين أن تعاليم المسيحيَّة تُروج للعنف مقابل 20% منهم قال أن تعاليم الإسلام تُروج للعنف، كما وقال حوالي 43% منهم أنه يعرف شخص يهودي على المستوى الشخصي، ويعرف حوالي 61% شخص ملحد على المستوى الشخصي، ويعرف حوالي 57% شخص مُسلم على المستوى الشخصي. وقال 20% من الإيرلنديين المسيحيين أنهم غير مستعدين لتقبل اليهود داخل عائلتهم، بالمقابل يقول 35% من الإيرلنديين الكاثوليك بأنه غير مستعد لتقبل المسلمين داخل عائلتهم. يذكر أنه وفقاً لمركز بيو للأبحاث 94% من المسيحيين الإيرلنديين متزوجين من أشخاص من نفس الديانة.